# Nationales Hauszmann-Programm
Das Nationale Hauszmann-Programm (ungarisch Nemzeti Hauszmann terv) sieht die Renovierung und den Wiederaufbau von Bauwerken im Budapester Burgviertel vor. Es ist nach dem österreichisch-ungarischen Architekten Alajos Hauszmann benannt, welcher selber für anderthalb Jahrzehnte architektonischer Leiter für die Erweiterungsarbeiten an der Königlichen Burg war und ihr heutiges neobarockes Erscheinungsbild prägte.

## Inhalt
- Wiederaufbau von Reithalle, Erzherzog-Joseph-Palais[1],  Sankt-Stephans-Saal, Ybl-Treppe und des ehemaligen Sitzes des Roten Kreuzes
- Rekonstruktion des Gebäudes des K.u. Honvédministeriums[1] und des Turmes des Ungarischen Nationalarchivs[2]
- Renovierung des Weißenburger Rondells und der umliegenden Gärten[3]
- Restaurierung des Reiterdenkmals von Artúr Görgey und des Matthiasbrunnens

## Galerie

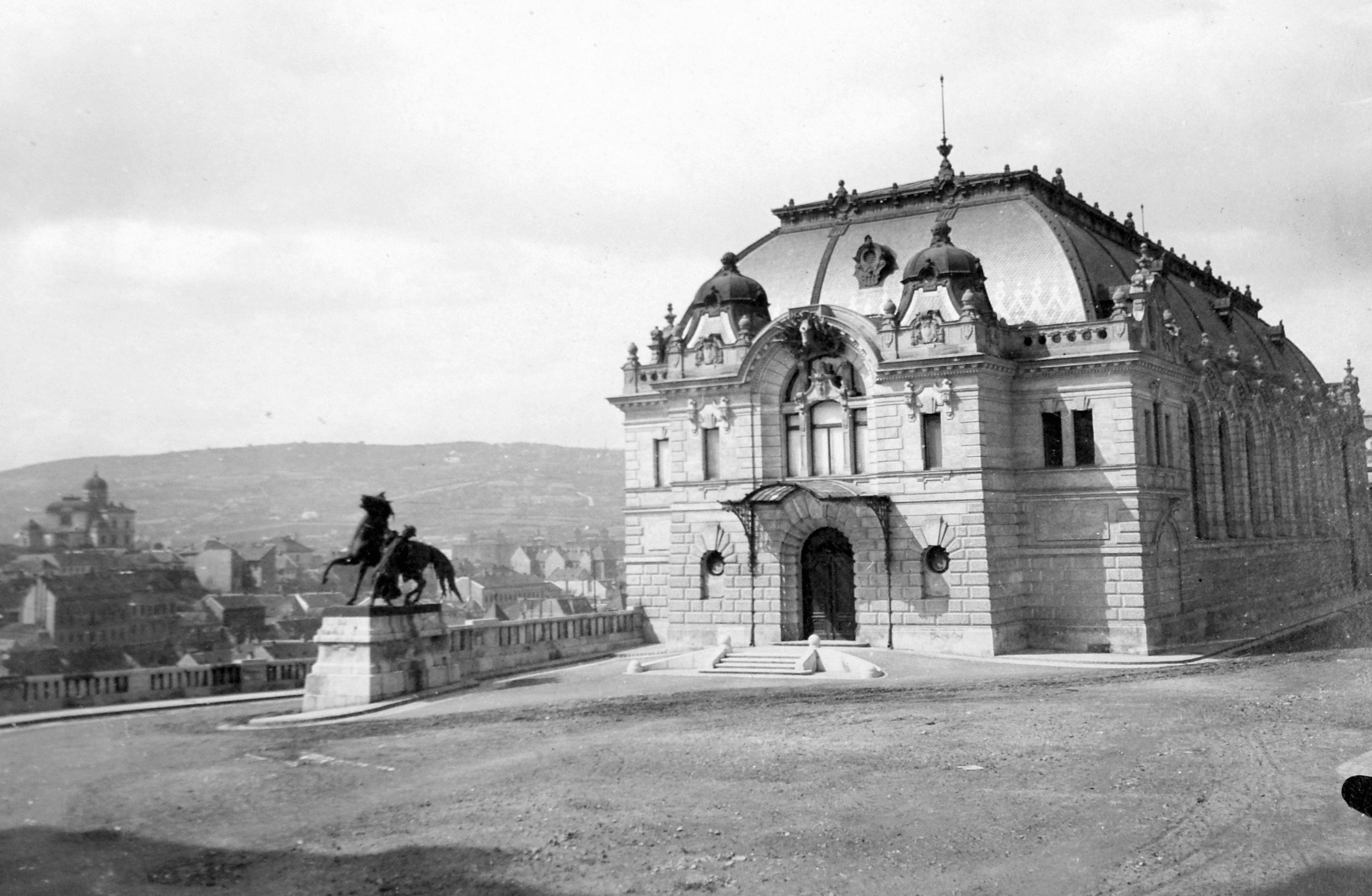
Reithalle
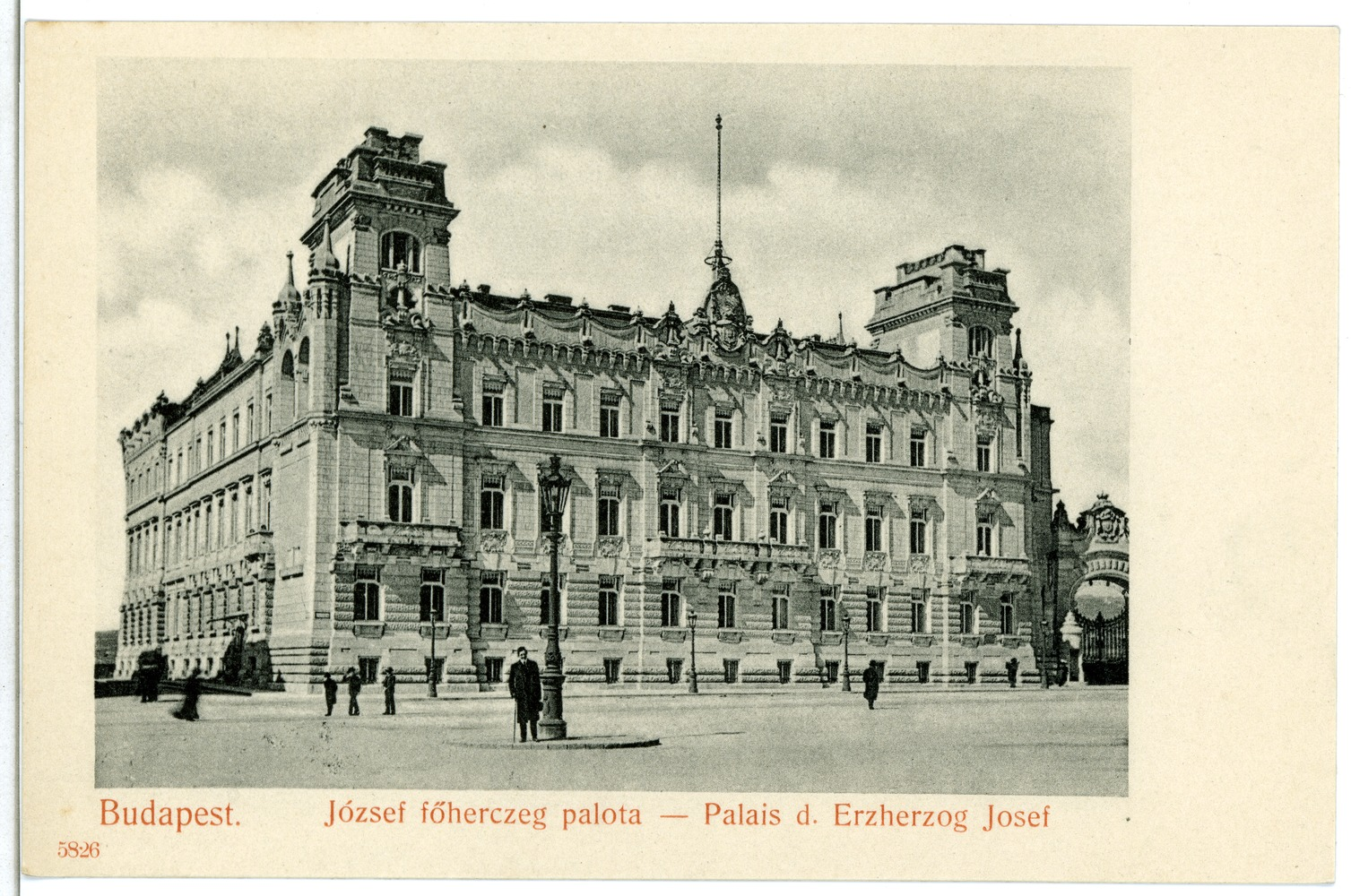
Erzherzog-Joseph-Palais
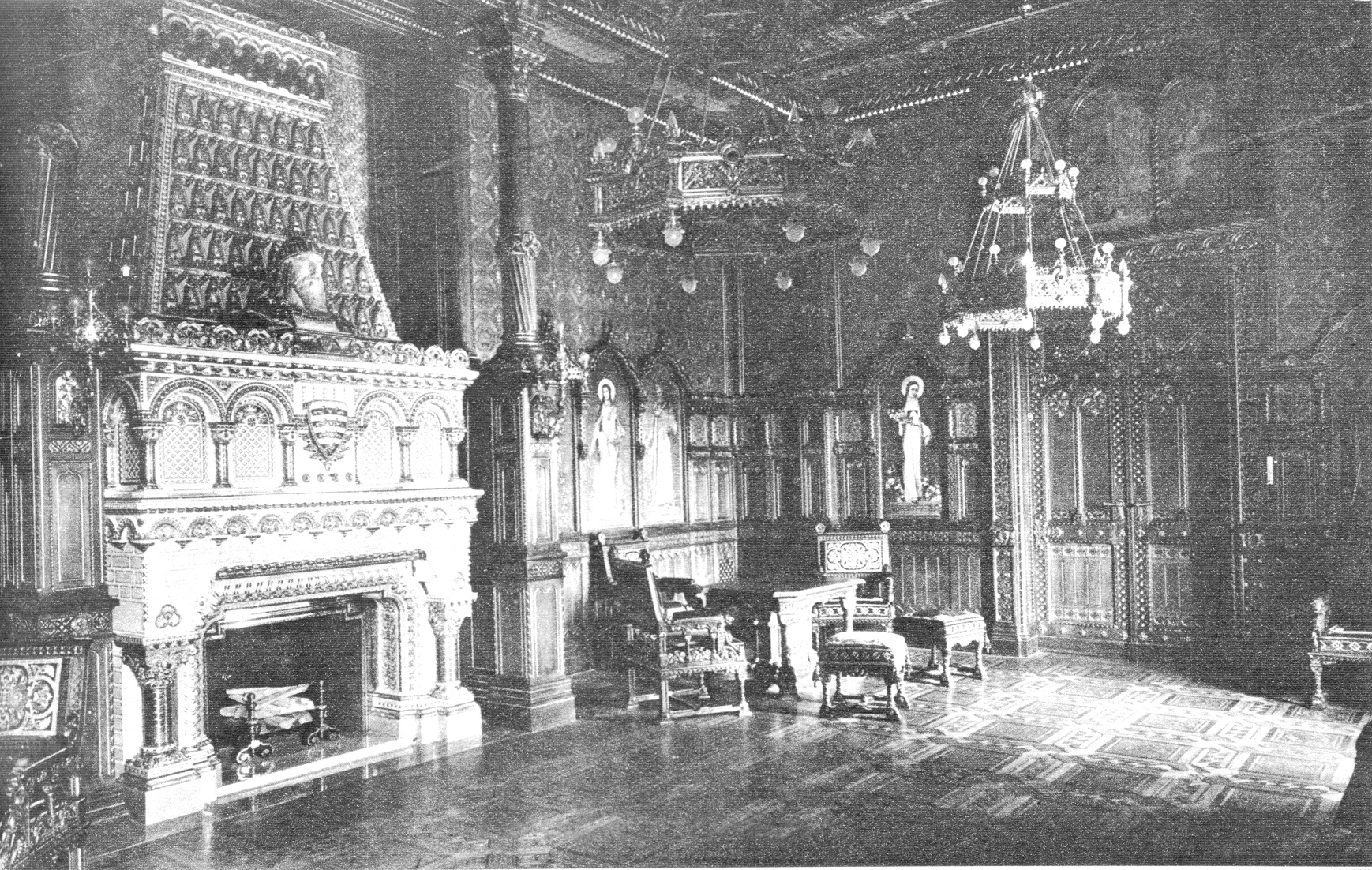
Sankt-Stephan-Saal
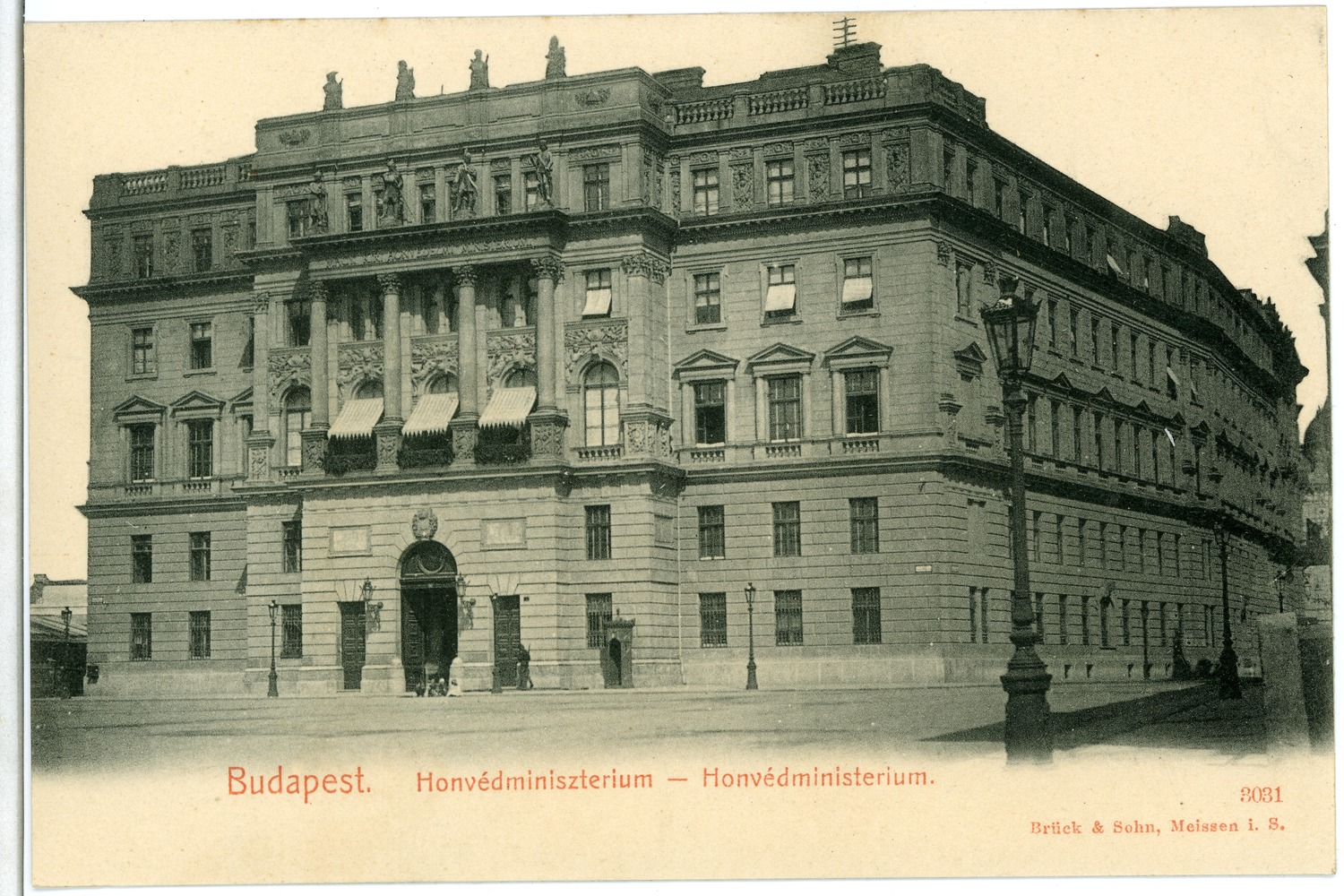
k.u. Honvédministerium